# Домантиевский, Иван Иванович
Иван Иванович Домантиевский (6 ноября 1948, Вологда — 4 января 1985, Вологда) — советский футболист, вратарь.
Начинал карьеру в командах класса «Б» «Автомобилист» Кустанай (1968—1969) и «Строитель» Джалалабад (1969). В 1970 году провёл один матч в высшей группе класса «А» в составе «Пахтакора» — 22 июня в гостевом матче против «Арарата» (0:1) заменил пропустившего на 48-й минуте гол Николая Любарцева. В 1971—1972 годах играл в первой лиге за «Шинник» Ярославль. В 1973—1983 годах в составе «Динамо» Вологда во второй лиге провёл 308 игр.
Скончался в 1985 году в возрасте 36 лет.